# Erik Stevenson
Erik Stevenson (Lacey, Washington, 28 de abril de 1999) es un baloncestista estadounidense que pertenece a la plantilla del Casademont Zaragoza de la liga ACB. Con 1,88 metros de estatura, juega en la posición de base o escolta.

## Trayectoria deportiva

### Universidad
Jugó durante cinco temporadas en cuatro universidades diferentes de la división I de la NCAA, dos con los Wichita State de la Universidad de Wichita, y una con los Huskies de la Universidad de Washington, con los Gamecocks de la Universidad de Carolina del Sur y los Mountaineers de la Universidad de Virginia Occidental. En total, promedió 10,7 puntos, 4,0 rebotes, 2,3 asistencias y 1,1 robos de balón por partido. En su última temporada fue incluido en el tercer mejor quinteto de la Big 12 Conference.

### Profesional
Tras no ser elegido en el Draft de la NBA de 2023, disputó las Ligas de Verano de la NBA con los San Antonio Spurs, y el 10 de octubre firmó con el equipo, siendo posteriormente despedido dos días después. El 31 de octubre firmó con su filial en la G League, los Austin Spurs, donde jugó 38 partidos y promedió 9,8 puntos, 3,8 rebotes y 2,7 asistencias.
El 4 de marzo de 2024 fue traspasado a los Texas Legends, jugando 10 partidos y promediando 10,6 puntos, 2,4 rebotes y 3,0 asistencias en 21,7 minutos.
El 22 de abril de 2024 firmó con el Cholet Basket de la LNB Pro A francesa, donde jugó en cuatro partidos, en los que promedió 6,0 puntos y 1,8 asistencias.
Después de unirse a ellos para la Liga de Verano de la NBA de 2024, el 11 de octubre firmó con los Washington Wizards, pero fue despedido dos días más tarde. El 28 de octubre se incorporó a la plantilla de los Capital City Go-Go. El 18 de febrero de 2025 firmó un contrato de diez días con los Wizards. Pero es cortado a los pocos días sin llegar a debutar, regresando posteriormente a los Go-Go.
El 2 de agosto de 2025 se anunció su incorporación al Casademont Zaragoza de la liga ACB.